# Allaxitheca purpurascens
Allaxitheca purpurascens är en fjärilsart som beskrevs av Moore 1887. Allaxitheca purpurascens ingår i släktet Allaxitheca och familjen mätare. Inga underarter finns listade i Catalogue of Life.